# Frederick William Green
Frederick William Green (Londra, 21 marzo 1869 – Great Shelford, 20 agosto 1949) è stato un egittologo britannico.

## Biografia
Nato a Londra da Frederick G., avvocato, e da Sophia Rose, studiò al Jesus College di Cambridge continuando poi i suoi studi in archeologia ed egittologia sotto Kurt Sethe a Gottinga e Strasburgo. Scavò successivamente in Egitto con Flinders Petrie, George Reisner e Somers Clarke, e lavorò con James Edward Quibell a Ieracompoli (l’antica Nekhen) dal 1897 al 1899. Qui, tra le altre scoperte, venne rinvenuta, nel 1898 la Tavoletta di Narmer.
Lavorò per il governo egiziano, come supervisore geologico, dal 1897 al 1900.
Più tardi, nel biennio 1901-1902, scavò a Eileithyiaspoli, l’odierna Nekheb, con Clarke e Archibald Sayce. 
Tra il 1906 e il 1914, sempre per conto del governo egiziano, rilevò la topografia e i monumenti della Nubia e verso la fine della sua carriera “sul campo”, tra il 1929 e 1930, guidò lo scavo del Bucheum di Ermonti.
Fu conservatore onorario delle antichità al Fitzwilliam Museum di Cambridge, a cui donò gran parte della sua collezione, dal 1908 al 1949 e morì nel 1949 a Great Shelford.
I suoi quaderni di appunti sono oggi presso il Dipartimento delle antichità egizie del British Museum di Londra e preso la Facoltà di studi orientali di Cambridge.